# Coupe de France de cyclo-cross 2020
Navigation
2019 2021
La Coupe de France de cyclo-cross 2020 est la 38e édition de la Coupe de France de cyclo-cross (anciennement Challenge la France cycliste de cyclo-cross). Elle est composée de 6 manches. La première à Vittel, le 24 octobre 2020 et la dernière à Liévin, le 13 décembre 2020.
En raison de la pandémie de Covid-19, l'intégralité des manches est annulée : l'organisation des épreuves de Vittel l'annonce 21 octobre 2020, celle de Quelneuc début Novembre et celle de Liévin le 18 novembre 2020.

## Hommes élites

### Résultats
| # | Date        | Lieu     | Vainqueur                                   | Deuxième                                    | Troisième                                   | Leader du classement général                |
| - | ----------- | -------- | ------------------------------------------- | ------------------------------------------- | ------------------------------------------- | ------------------------------------------- |
| 1 | 24 octobre  | Vittel   | Annulé en raison de la pandémie de covid-19 | Annulé en raison de la pandémie de covid-19 | Annulé en raison de la pandémie de covid-19 | Annulé en raison de la pandémie de covid-19 |
| 2 | 25 octobre  | Vittel   | Annulé en raison de la pandémie de covid-19 | Annulé en raison de la pandémie de covid-19 | Annulé en raison de la pandémie de covid-19 | Annulé en raison de la pandémie de covid-19 |
| 3 | 14 novembre | Quelneuc | Annulé en raison de la pandémie de covid-19 | Annulé en raison de la pandémie de covid-19 | Annulé en raison de la pandémie de covid-19 | Annulé en raison de la pandémie de covid-19 |
| 4 | 15 novembre | Quelneuc | Annulé en raison de la pandémie de covid-19 | Annulé en raison de la pandémie de covid-19 | Annulé en raison de la pandémie de covid-19 | Annulé en raison de la pandémie de covid-19 |
| 5 | 12 décembre | Liévin   | Annulé en raison de la pandémie de covid-19 | Annulé en raison de la pandémie de covid-19 | Annulé en raison de la pandémie de covid-19 | Annulé en raison de la pandémie de covid-19 |
| 6 | 13 décembre | Liévin   | Annulé en raison de la pandémie de covid-19 | Annulé en raison de la pandémie de covid-19 | Annulé en raison de la pandémie de covid-19 | Annulé en raison de la pandémie de covid-19 |

## Femmes élites

### Résultats
| # | Date        | Lieu     | Vainqueur                                   | Deuxième                                    | Troisième                                   | Leader du classement général                |
| - | ----------- | -------- | ------------------------------------------- | ------------------------------------------- | ------------------------------------------- | ------------------------------------------- |
| 1 | 24 octobre  | Vittel   | Annulé en raison de la pandémie de covid-19 | Annulé en raison de la pandémie de covid-19 | Annulé en raison de la pandémie de covid-19 | Annulé en raison de la pandémie de covid-19 |
| 2 | 25 octobre  | Vittel   | Annulé en raison de la pandémie de covid-19 | Annulé en raison de la pandémie de covid-19 | Annulé en raison de la pandémie de covid-19 | Annulé en raison de la pandémie de covid-19 |
| 3 | 14 novembre | Quelneuc | Annulé en raison de la pandémie de covid-19 | Annulé en raison de la pandémie de covid-19 | Annulé en raison de la pandémie de covid-19 | Annulé en raison de la pandémie de covid-19 |
| 4 | 15 novembre | Quelneuc | Annulé en raison de la pandémie de covid-19 | Annulé en raison de la pandémie de covid-19 | Annulé en raison de la pandémie de covid-19 | Annulé en raison de la pandémie de covid-19 |
| 5 | 12 décembre | Liévin   | Annulé en raison de la pandémie de covid-19 | Annulé en raison de la pandémie de covid-19 | Annulé en raison de la pandémie de covid-19 | Annulé en raison de la pandémie de covid-19 |
| 6 | 13 décembre | Liévin   | Annulé en raison de la pandémie de covid-19 | Annulé en raison de la pandémie de covid-19 | Annulé en raison de la pandémie de covid-19 | Annulé en raison de la pandémie de covid-19 |

## Hommes espoirs

### Résultats
| # | Date        | Lieu     | Vainqueur                                   | Deuxième                                    | Troisième                                   | Leader du classement général                |
| - | ----------- | -------- | ------------------------------------------- | ------------------------------------------- | ------------------------------------------- | ------------------------------------------- |
| 1 | 24 octobre  | Vittel   | Annulé en raison de la pandémie de covid-19 | Annulé en raison de la pandémie de covid-19 | Annulé en raison de la pandémie de covid-19 | Annulé en raison de la pandémie de covid-19 |
| 2 | 25 octobre  | Vittel   | Annulé en raison de la pandémie de covid-19 | Annulé en raison de la pandémie de covid-19 | Annulé en raison de la pandémie de covid-19 | Annulé en raison de la pandémie de covid-19 |
| 3 | 14 novembre | Quelneuc | Annulé en raison de la pandémie de covid-19 | Annulé en raison de la pandémie de covid-19 | Annulé en raison de la pandémie de covid-19 | Annulé en raison de la pandémie de covid-19 |
| 4 | 15 novembre | Quelneuc | Annulé en raison de la pandémie de covid-19 | Annulé en raison de la pandémie de covid-19 | Annulé en raison de la pandémie de covid-19 | Annulé en raison de la pandémie de covid-19 |
| 5 | 12 décembre | Liévin   | Annulé en raison de la pandémie de covid-19 | Annulé en raison de la pandémie de covid-19 | Annulé en raison de la pandémie de covid-19 | Annulé en raison de la pandémie de covid-19 |
| 6 | 13 décembre | Liévin   | Annulé en raison de la pandémie de covid-19 | Annulé en raison de la pandémie de covid-19 | Annulé en raison de la pandémie de covid-19 | Annulé en raison de la pandémie de covid-19 |

## Hommes juniors

### Résultats
| # | Date        | Lieu     | Vainqueur                                   | Deuxième                                    | Troisième                                   | Leader du classement général                |
| - | ----------- | -------- | ------------------------------------------- | ------------------------------------------- | ------------------------------------------- | ------------------------------------------- |
| 1 | 24 octobre  | Vittel   | Annulé en raison de la pandémie de covid-19 | Annulé en raison de la pandémie de covid-19 | Annulé en raison de la pandémie de covid-19 | Annulé en raison de la pandémie de covid-19 |
| 2 | 25 octobre  | Vittel   | Annulé en raison de la pandémie de covid-19 | Annulé en raison de la pandémie de covid-19 | Annulé en raison de la pandémie de covid-19 | Annulé en raison de la pandémie de covid-19 |
| 3 | 14 novembre | Quelneuc | Annulé en raison de la pandémie de covid-19 | Annulé en raison de la pandémie de covid-19 | Annulé en raison de la pandémie de covid-19 | Annulé en raison de la pandémie de covid-19 |
| 4 | 15 novembre | Quelneuc | Annulé en raison de la pandémie de covid-19 | Annulé en raison de la pandémie de covid-19 | Annulé en raison de la pandémie de covid-19 | Annulé en raison de la pandémie de covid-19 |
| 5 | 12 décembre | Liévin   | Annulé en raison de la pandémie de covid-19 | Annulé en raison de la pandémie de covid-19 | Annulé en raison de la pandémie de covid-19 | Annulé en raison de la pandémie de covid-19 |
| 6 | 13 décembre | Liévin   | Annulé en raison de la pandémie de covid-19 | Annulé en raison de la pandémie de covid-19 | Annulé en raison de la pandémie de covid-19 | Annulé en raison de la pandémie de covid-19 |